# Царь Эдип (опера Леонкавалло)
«Царь Эдип» — одноактная опера итальянского композитора Руджеро Леонкавалло, написанная на сюжет одноименной трагедии Софокла. После смерти автора осталась незавершенной и была дописана и оркестрована Джованни Пенаккио.

## История создания и постановок
Заглавная партия была написана специально для Титта Руффо, который в своих воспоминаниях дал ей очень высокую оценку: по мнению великого певца, она «в своей мощной выразительности всецело соответствует трагедии Софокла». Премьера оперы, состоявшаяся 13 декабря 1920 года в Чикагском театре, прошла с большим успехом, однако похвалы критиков относились, в первую очередь, к мастерству Титта Руффо и других исполнителей. О музыке рецензенты, наоборот, отозвались очень прохладно, сделав акцент на плохой инструментовке. Чуть позднее «Царь Эдип» был поставлен на нью-йоркской сцене. Успех этого спектакля, по мнению Руффо, был сопоставим с успехом премьерной постановки.

## Известные аудиозаписи
- 1939. В главных партиях: Марио Базиола (Эдип), Рина Корси (Иокаста), Этторе Пармеджани (Креонт). Дирижёр - Джузеппе Подеста.
- 1970. В главных партиях: Джулио Фьораванти (Эдип), Луиза Малагрида (Иокаста), Луиджи Инфантино (Креонт). Дирижёр - Армандо Ла Роза Пароди.
- 1972. В главных партиях: Джорджо Лорми (Эдип), Линда Вайна (Иокаста), Джузеппе Вертекки (Креонт). Дирижёр - Пьетро Ардженто.